# Donbass Arena
La Donbass Arena (in ucraino Донбас Арена?, Donbas Arena; in russo Донбасс Арена?) è uno stadio di calcio situato a Donec'k, in Ucraina. 
Inaugurato il 29 agosto 2009 dopo tre anni di lavori con una grande cerimonia firmata da K-events-Filmmaster Group, l'impianto sostituisce lo Stadio Šachtar. Ha ospitato alcuni incontri del campionato europeo di calcio 2012, organizzato congiuntamente da Polonia e Ucraina. Rientra nella categoria 4 UEFA, ovvero quella degli stadi con maggior livello tecnico.
Dall'agosto del 2014 non ospita più gli incontri dello Šachtar, trasferitosi per ragioni di sicurezza in altra sede a causa della guerra del Donbass.

## Storia
È stato progettato dalla ArupSport Company. I lavori di costruzione sono iniziati il 27 giugno 2006 per opera della compagnia turca ENKA, in occasione della candidatura di Ucraina e Polonia ad ospitare la fase finale del campionato europeo di calcio 2012, poi accolta.
La cerimonia di apertura dello stadio si svolse il 29 agosto 2009 ed era denominata "Grand Show". Essa consisteva in due parti: la prima prevedeva coreografie, discorsi di politici responsabili, esibizioni di cantanti ucraini di musica popolare e la presentazione della squadra di calcio dello Šachtar. Nella seconda parte si tenne il concerto della cantante statunitense Beyoncé. La capienza dello stadio durante la cerimonia di apertura era di 43 000 spettatori. I 10 000 biglietti per l'apertura inizialmente destinati alla vendita libera andarono esauriti in un solo giorno a causa della grande richiesta. Alla cerimonia di apertura erano presenti 43 000 spettatori e 3 000 ospiti VIP.
La coreografia del «Grand Show» prevedeva la partecipazione di 1 500 volontari, che per quattro mesi lavorarono sotto la direzione del celebre coreografo Bryn Walters. I volontari furono raccolti da lastre brillanti con l'emblema dello Šachtar, una mappa e una bandiera dell'Ucraina. I cantanti Loboda, Alajn Vynnica e Natalija Mogilevs'ka eseguirono la famosa canzone dei Queen We Will Rock You. 600 volontari crearono un goal, riproducendo, tramite il movimento intorno al campo, un giocatore con la palla che tirava in porta e metteva la palla in rete. Tra le star molto attese alla Donbass Arena durante l'evento c'era anche il vincitore dell'Eurovision Song Contest 2008, Dima Bilan, accolto con la sua Believe.
Nel giugno del 2012 fu sede di cinque partite del campionato europeo di calcio, ospitato congiuntamente da Polonia e Ucraina.
Il 23 agosto 2014 l'impianto fu parzialmente danneggiato da due ordigni, esplosi a causa delle tensioni militari tra forze governative ucraine e miliziani filorussi. Proprio a causa del conflitto, lo Šachtar ha abbandonato l'impianto, spostandosi prima all'Arena L'viv di Leopoli, poi allo stadio Metalist di Charkiv e successivamente allo stadio Olimpico di Kiev.

## Partite dell'Euro 2012
| Data           | Tempo (CET) | Squadra #1  | Ris.                 | Squadra #2  | Fase del torneo  | Spettatori |
| -------------- | ----------- | ----------- | -------------------- | ----------- | ---------------- | ---------- |
| 11 giugno 2012 | 18:00       | Francia     | 1 - 1                | Inghilterra | Girone D         | 47 400     |
| 15 giugno 2012 | 18:00       | Ucraina     | 0 - 2                | Francia     | Girone D         | 48 000     |
| 19 giugno 2012 | 20:45       | Inghilterra | 1 - 0                | Ucraina     | Girone D         | 48 700     |
| 23 giugno 2012 | 20:45       | Spagna      | 2 - 0                | Francia     | Quarti di finale | 47 000     |
| 27 giugno 2012 | 20:45       | Portogallo  | 0 - 0 (2 - 4 d.c.r.) | Spagna      | Semifinale       | 47 999     |